# Casa Desprats
La Casa Desprats és una obra de la Secuita (Tarragonès) protegida com a Bé Cultural d'Interès Local.

## Descripció
Casa entre mitgeres de planta baixa i dos pisos amb teulada a dues vessants. La porta d'entrada és un arc de mig punt adovellat i al primer pis hi ha una finestra amb un arc de mig punt fet amb una sola peça de pedra; la resta d'obertures són allindades. Es conserva un relleu decoratiu d'època medieval a l'altura de la segona planta.

## Història
Aquesta casa rep el nom de Desprats per què se suposa que és una antiga propietat dels senyors Dels Prats, amos de la Secuita durant el segle xiii.